# Xemeneia sobre el Farré
La Xemeneia sobre el Farré és una obra d'Esplugues de Llobregat (Baix Llobregat) inclosa a l'Inventari del Patrimoni Arquitectònic de Catalunya.

## Descripció
Xemeneia propera a l'aqüeducte que passa per sobre del torrent d'en Farré. És de planta quadrangular que es va fent més estreta a mesura que guanya alçada. La porta d'entrada és d'arc rebaixat i una motllura llisa horitzontal separa la base de la resta de la xemeneia. Està construïda en maó vist.